# Гверц

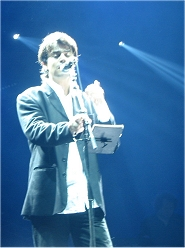
Денез Прижан на концерте в Лорьяне, Бретань

Гверц (брет. gwerz; мн.ч.: gwerzioù ) — баллада или жалобная песнь в бретонской музыке. Гверцы, как правило, написаны на бретонском языке и посвящены историческим или мифологическим темам, в основном трагического или меланхолического характера.
Мелодии гверцев часто выдерживаются в простом стиле и художественное качество во многом зависит от личности и музыкальности исполнителя. Обычно он исполняет пение в свободном ритме, оставляющем место для импровизации.
Самыми известными исполнителями бретонских гверцев являются Эрик Маршан, который также был главой стилеобразующей фолк-группы Gwerz в 1980-х и 1990-х годах, и Янн-Фанш Кеменер . Наиболее известный из молодого поколения бретонских певцов — Денез Прижан . Для всех трёх исполнителей характерно свободное пение очень высоким, почти женским голосом. Предположительное объяснение широкого использования этого стиля в Бретани состоит в том, что до возрождения фолка в 1960-х и 1970-х годах гверцы хранились и передавались преимущественно пожилыми женщинами, стиль пения которых имитировали певцы-мужчины. Эта теория подтверждается наличием соответствующих полевых записей первой половины XX века.